# Zigongosaurus fuxiensis
Lo zigongosauro (Zigongosaurus fuxiensis) è un dinosauro erbivoro appartenente ai sauropodi. Visse nel Giurassico medio (Bathoniano/Calloviano, circa 165 milioni di anni fa) e i suoi resti sono stati ritrovati in Cina. L'identità è dubbia, e potrebbe essere identico a Omeisaurus.

## Descrizione
Questo dinosauro è noto per una varietà di resti postcranici che hanno permesso di ricostruire un sauropode lungo circa 15/18 metri. Le spine neurali delle vertebre appaiono biforcute, come in alcuni sauropodi asiatici (ad esempio Omeisaurus e Mamenchisaurus), ma sembra che le ossa al di sotto delle vertebre caudali (chevron) fossero semplici e non divise in due, come quelle di Camarasaurus e Opisthocoelicaudia. 

## Classificazione
Descritto per la prima volta nel 1976, Zigongosaurus è stato di volta in volta avvicinato a Camarasaurus, Brachiosaurus, Mamenchisaurus e Omeisaurus, e come questi ultimi due generi non gode di una classificazione chiara. Potrebbe essere un rappresentante degli euelopodidi, una famiglia di sauropodi del Giurassico dell'Asia dalle caratteristiche vertebre, ma alcuni studiosi considerano Zigongosaurus un sauropode più primitivo, forse congenerico con Omeisaurus.